# Kolten Wong
Kolten Kaha Wong (Hilo, 10 ottobre 1990) è un giocatore di baseball statunitense, seconda base per i Milwaukee Brewers della Major League Baseball.

## Biografia
Kolten Wong è nato a Hilo nelle Hawaii. Suo padre, Kolen detto "Kaha",  allenatore ed ex giocatore di minor league, insegnò il baseball a Kolten. Crebbe come tifoso degli Atlanta Braves.
I bisnonni paterni di Kolten, provenivano dalla Cina.

## Carriera

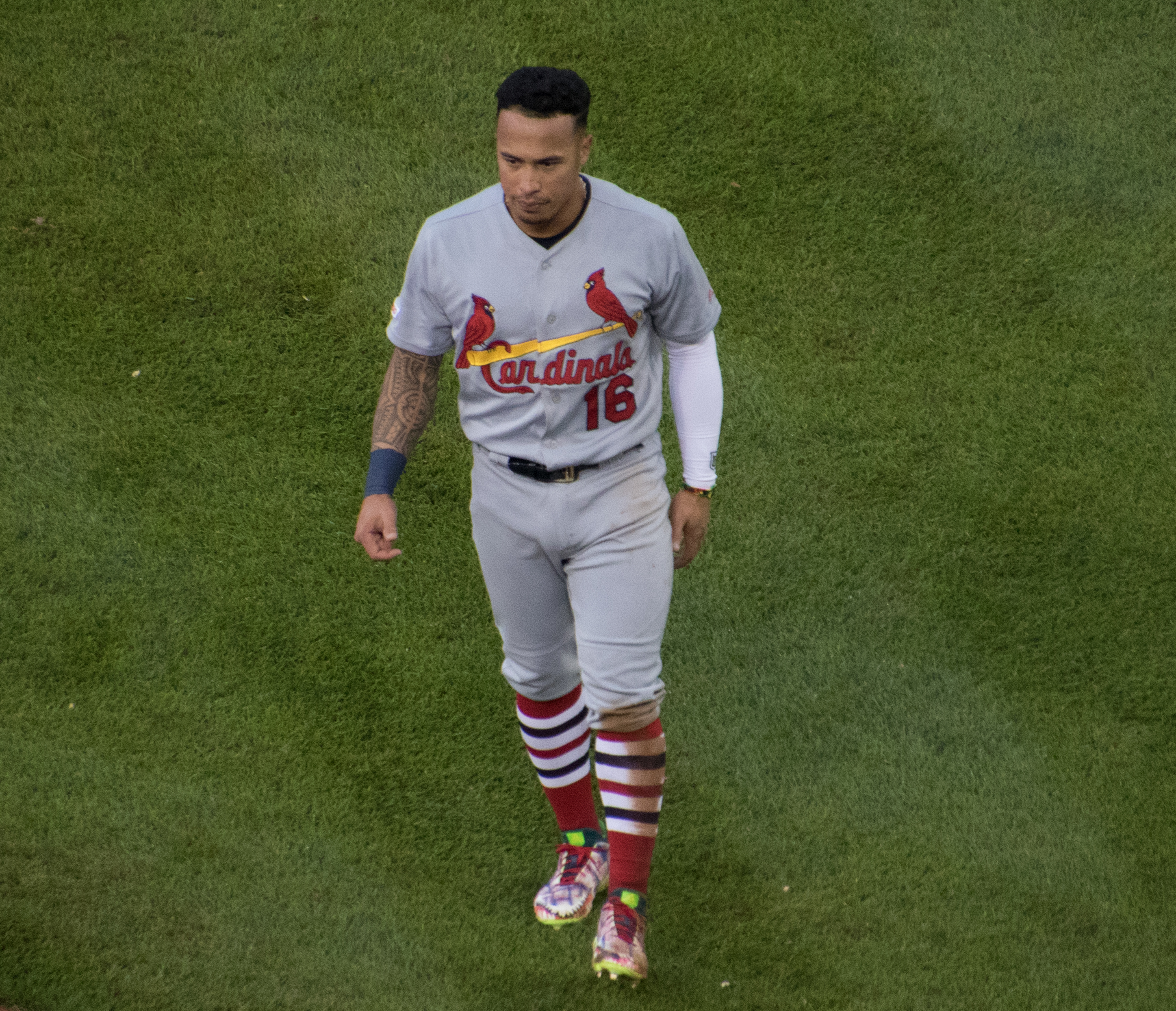
Wong nel 2019

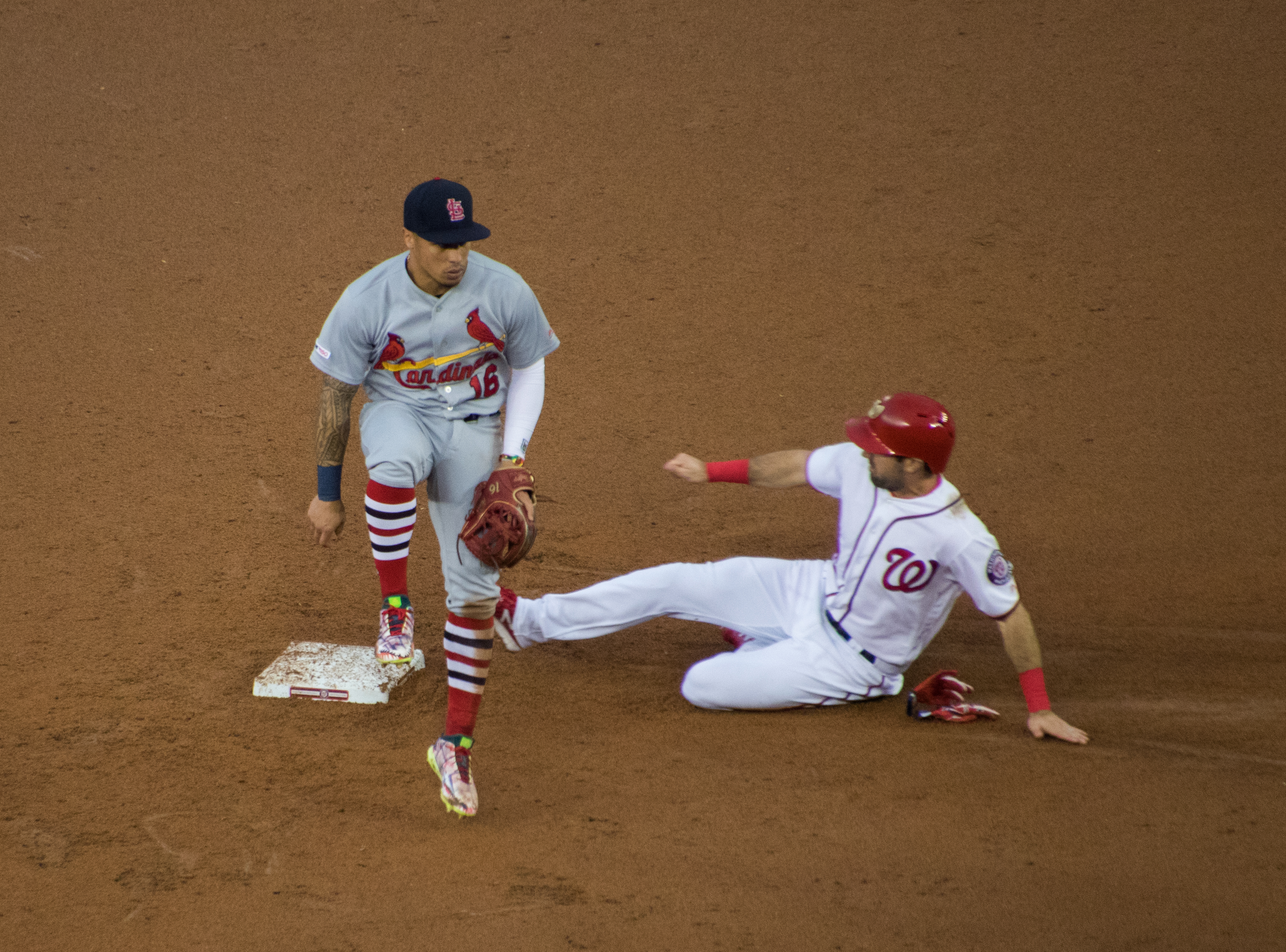
Wong mentre evita di essere travolto da una scivolata in seconda base nel 2019

### Inizi e Minor League (MiLB)
Wong frequentò la Kamehameha High School di Keaau e venne selezionato nel 16º turno del draft MLB 2008, dai Minnesota Twins. Scelse di non firmare e si iscrisse all'Università delle Hawaii di Manoa, quartiere di Honolulu. Entrò nel baseball professionistico quando venne selezionato nel primo turno, come 22ª scelta assoluta del draft MLB 2011, dai St. Louis Cardinals. Venne assegnato nello stesso anno nella classe A. Venne impiegato per l'intera stagione 2012 nella Doppia-A e iniziò la stagione 2013 nella Tripla-A.

### Major League (MLB)
Wong debuttò nella MLB il 16 agosto 2013, al Wrigley Field di Chicago contro i Chicago Cubs. venendo eliminato in tutti e tre i turni di battuta a cui partecipò, nell'ultimo di essi per strikeout. Il 19 agosto batté la sua prima valida, la seconda e segnò il primo punto. Concluse la stagione con 32 partite disputate nella MLB e 107 nella Tripla-A.
Terminata la stagione regolare partecipò al primo post-stagione, giocando tra le altre, in due partite delle World Series 2013, realizzando una valida durante la gara 3.
Il 3 giugno 2014, colpì il primo fuoricampo, un grande slam contro i Royals. L'8 luglio batté un doppio contro i Pirates, portando la squadra al pareggio, 2-2. Con un punteggio di 4-4 nel nono inning, Wong colpì un walk-off home run, portando alla vittoria la sua squadra. Durante il post-stagione, realizzò tre home run in totale, nella gara 3 della National League Division Series e nelle gare 2 e 4 della NL Championship Series. Nella gara 2 in situazione di pareggio 4-4 nel nono inning, realizzò il walk-off home run che chiuse la partita per 5-4 a favore dei Cardinals.
Nel post-stagione 2015, Wong realizzò un fuoricampo durante la gara 2 della NL Division Series.
Il 2 marzo 2016, Wong firmò con i Cardinals un'estensione del contratto di 5 anni dal valore complessivo di 25.5 milioni, con un'opzione della squadra per la stagione 2021 di 12.5 milioni.
Il 5 maggio 2018, Wong colpì un walk-off home run da due punti contro i Cubs nella parte bassa del nono inning, chiudendo la partita per 8-6. Il 2 giugno, Wong batté contro i Pirates, il quarto walk-off home run di carriera, chiudendo la partita per 3-2.
Nel 2019, Wong venne premiato con il suo primo Guanto d'oro. Divenne free agent dopo la conclusione della stagione 2020.
Il 5 febbraio 2021, Wong firmò un contratto biennale (con inclusa un'opzione del club per il terzo anno) con i Milwaukee Brewers.

## Palmares
- Guanti d'oro: 2

2019, 2020
- Defensive Player of the Year: 1

2019
- Esordiente del mese:

NL: maggio 2014